# A Hard Day's Night (Grey's Anatomy)
A Hard Day's Night (La noche de un día difícil en Chile, Una noche de un duro día en España y 48 heures en Francia) es el episodio piloto de Grey's Anatomy, es decir, el primer episodio de la primera temporada. Escrito por Shonda Rhimes y dirigido por Peter Horton, se estrenó en su versión original en inglés el 27 de marzo de 2005 por ABC.

## Sinopsis
Es el primer año de internado de Meredith Grey en el Seattle Grace Hospital, allí, Grey ingresa a lo que será su hogar lejos del hogar durante los siguientes siete años, conociendo a los otros internos: Cristina Yang, George O'Malley, Izzie Stevens y Alex Karev. Los primeros tres y Meredith son asignados a Miranda Bailey, apodada La Nazi debido a su actitud seria y su forma estricta de hacer las cosas. Otros dos doctores, Preston Burke y Derek Shepherd son los encargados de supervisar la mayor parte de las operaciones y vigilar a los nuevos internos. El jefe es el Dr. Richard Webber.
La noche anterior al primer día de su trabajo Meredith se acuesta con Derek, sin saber la profesión de éste y en dónde trabajaba, ni siquiera su nombre, después de haberlo conocido en un bar. En la mañana, Meredith le dice que va a irse, encontrándolo nuevamente en el hospital unas horas después, lo que se le hace incómodo a Grey, pues no desea que sus asuntos personales se mezclen con su carrera.
Preston le pide a George ser el primero en asistirle en una cirugía; lo hace bien, sin embargo, un pequeño error hace sangrar al paciente, razón por la cual O'Malley queda estupefacto y Burke controla la situación. Después, George promete a la esposa de un hombre que su marido estará bien en la cirugía a corazón abierto que habrán de practicarle, pero la situación era peor de lo que creía y muere. Meredith debe encargarse de una niña que está convulsionando con causa desconocida, por ello, Derek solicita a los internos una investigación. Cristina y Meredith la descubren y como recopensa, Derek pide a Meredith que le acompañe en la operación de la niña, lo que hace enfadar a Cristina, pues siente que Grey es la favorita de Shepherd.
Al final del día, Meredith le narra a su madre, la Dra. Ellis Grey, lo ocurrido en su primer día, pero ella no endiende qué dice su hija, pues tiene la Enfermedad de Alzheimer.

## Música
- Portions for Foxes, de Rilo Kiley.
- Super Cool, de Bang Sugar Bang.
- They, de Jem.
- Dance, de O.A.O.T.S..
- Ready to Rise, de Vaughan Penn.
- Life Is Short, de Butterfly Boucher.
- Into the Fire, de Thirteen Senses.

## Título
El nombre del episodio deriva de A Hard Day's Night, un sencillo de The Beatles.